# Aldo Giordani
Aldo Giordani (Milano, 28 febbraio 1924 – Milano, 19 ottobre 1992) è stato un cestista, allenatore di pallacanestro, giornalista e telecronista sportivo italiano.

## Biografia
Primo di quattro figli, trascorse la giovinezza a Bologna, Milano e nella Riviera Romagnola fino allo scoppio della II Guerra Mondiale, quando si trasferisce a Roma. Lì prosegue gli studi e pratica diversi sport prima nelle file del GUF Roma e poi nel CUS Roma: su tutti l'atletica leggera (in particolare il salto in lungo e il salto triplo) e la pallacanestro, già praticata nella vecchia palestra di Santa Lucia a Bologna.
Nel 1944 divenne interprete presso la divisione militare americana e incontra Elliott Van Zandt, che gli fa scoprire tutti i segreti del basket americano. Gioca in Serie A con la Ginnastica Roma insieme a giocatori del calibro di Francesco Ferrero, Vittorio Tracuzzi, Giancarlo Primo, Carlo Cerioni; diventa Campione Italiano Universitario nel 1948. In seguito entra a far parte della FIP, nella stagione 1948-49 vince uno scudetto di Serie A femminile con l'Indomita Roma come allenatore e direttore tecnico e poi inizia a dirigere il periodico federale.
Nel 1951 viene invitato da Adolfo Bogoncelli a trasferirsi a Milano, e lì inizia a collaborare con La Gazzetta dello Sport. Dopo aver sposato nel 1953 Francesca Cipriani, due volte Campionessa d'Italia e 27 volte convocata in Nazionale, inizia nuove collaborazioni con i settimanali Sport Illustrato e il Guerin Sportivo, fino a diventarne redattore capo e firmare l'inserto speciale Guerin Basket.
È datato 1954 il suo esordio come telecronista ai microfoni della RAI in occasione di una partita in campo aperto di basket femminile disputata a Torino. Proseguirà quindi con le telecronache delle partite dei Campionati Nazionali ed inoltre è anche telecronista delle partite principali dei Campionati Italiani di volley e baseball.
Come inviato per la Rai segue 5 Olimpiadi Estive a partire dal 1960, ed è la voce di tutte le partite della Nazionale italiana di basket, di cui ha l'onore di commentare la vittoria nella finale contro la Spagna del campionato europeo del 1983. Sua anche la telecronaca della finale contestata del torneo di basket delle Olimpiadi di Monaco di Baviera del 1972 tra l'Unione Sovietica e gli Stati Uniti d'America.
La sua professionalità, competenza e lungimiranza giornalistica lo portano alla Domenica Sportiva con un'ampia rubrica dedicata al basket, l'unica capace di rompere l'egemonia già allora forte del calcio. Continua la sua attività giornalistica ampliando le sue collaborazioni e pubblicando diversi volumi di soggetto didascalico e tecnico legati alla pallacanestro.
Il 7 novembre 1978 fonda Superbasket, settimanale specializzato dedicato al mondo del basket con ampi spazi di notizie dal fronte USA che diventerà il punto di riferimento per tutti gli appassionati di questo sport; un contenitore unico di informazioni e dati, che ha sicuramente contribuito in maniera decisa alla conoscenza di questo sport e dei suoi protagonisti d`oltreoceano.
Negli ultimi anni continua a frequentare i parquet e a seguire da vicino il giornale da lui fondato anche durante la sua grave malattia.
Viene considerato uno dei massimi artefici del "boom cestistico" in Italia, grazie all'incessante opera promozionale svolta in favore del gioco.
Nel 2008 ha ricevuto il premio alla memoria dell'Italia Basket Hall of Fame.

## Vita privata
Sposato con la cestista Francesca Cipriani è il padre della sciatrice Claudia Giordani, nata nel 1955. Dalla loro unione nacquero altri due figli, Valeria e Marco.

## Palmarès
- Campionato italiano femminile: 1
Indomita Roma: 1948-49